# Karl Mack von Leiberich
Karl Mack von Leiberich, Freiherr (25. august 1752 – 22. december 1828) var en østrigsk soldat. Han er bedst kendt som hærfører for de østrigske styrker, der blev slået og tilfangetaget af Napoleons Grande Armée i Slaget ved Ulm i 1805.

## Tidlige karriere
Han blev født i Nennslingen i Bayern.
I 1770 gik han ind i hæren i et østrigsk kavaleriregiment, hvori hans onkel, Leiberich, var eskadronleder. Syv år efter blev han officer. Under den korte Bayerske tronfølgerkrig kom han til at tjene under grev Kinsky. Under denne og senere øverstkommanderende Feltmarskal grev Lacy udmærkede han sig. Han blev forfremmet til premierløjtnant i 1778 og kaptajn i 1783. Grev Lacy, den bedste soldat i den østrigske hær, havde høje tanker om sin unge assistent. I 1785 giftede Mack sig med Katherine Gabrieul og blev adlet under navnet Mack von Leiberich.
I den Østrigske-tyrkiske krig (1787–1791) tjente han i staben ved hovedkvarteret, blev i 1788 udnævnt til major og personlig aide-de-camp til kejseren og i 1789 udnævnt til oberstløjtnant. Han udmærkede sig i stormen på Beograd. Kort efter førte uoverensstemmelser mellem Mack og Loudon, den ny øverstkommanderende til, at den førstnævnte forlangte en krigsret og forlod fronten. Han blev alligevel udnævnt til oberst (1789) og blev tildelt Militär-Maria-Theresia-Orden. I 1790 blev Loudon og han forsonet, og de var igen sammen ved fronten. Under disse felttog blev Mack alvorligt såret i hovedet, noget han aldrig helt kom sig over. I 1793 blev han udnævnt til Generalquartiermeister (stabschef) for Prins Josias af Sachsen-Coburg med kommando i Forenende Nederlande. Her udbyggede han sit ry. Den unge Ærkehertug Karl, der vandt sine første sejre 1. marts 1793, skrev efter slaget: "Først og fremmest kan vi takke oberst Mack for disse sejre."

## Revolutionskrigene
Mack udmærkede sig selv igen i Slaget ved Neerwinden (1793) og havde en ledende rolle i forhandlingerne mellem Coburg og Dumouriez. Han tjente forsat som stabschef og blev titulær chef (Inhaber) over et kyrassérregiment. Han blev såret ved Famars, men kom i 1794 igen i kamp, og var nu i hvert fald blevet generalmajor. Men da krigslykken vendte for deres allierede, selv om det både skyldtes politiske og militære faktorer, bragte det ham i unåde som sejrene i marts-april 1793. Alligevel blev han i 1797 udnævnt til løjtnant-marskal, og året efter accepterede han på kejserens personlige anmodning kommandoen over den neapolitanske hær. Men da han ikke kunne stille noget op mod de franske revolutionstropper, kom han hurtigt i fare. Da han var i reel fare for at blive myrdet af sine egne, søgte han tilflugt hos franskmændene. Han blev lovet fripas til sit eget land, men Napoleon beordrede, at han skulle sendes til Frankrig som krigsfange.

## Den tredje koalition
To år senere flygtede han fra Paris i forklædning. Han gik i nogle år uden arbejde, men i 1804 da krigspartiet ved det østrigske hof skulle bruge en general til at opponere mod ærkehertug Karls fredspolitik, blev Mack Generalquartiermeister over hæren, med ordre til at forberede en krig mod Frankrig. Han gjorde alt, hvad der stod i hans magt for at reformere hæren på den korte tid han havde til rådighed, og da krigen startede i 1805 blev han stabschef for den titulære øverstkommanderende i Tyskland, ærkehertug Ferdinand Karl. Han var den reelle feltherre for hæren, der stod over for Napoleon i Bayern, men hans position var dårligt defineret og hans autoritet blev ikke respekteret af de andre officerer. Efter Austerlitz blev Mack stillet for en krigsret mellem februar 1806 til juni 1807 og blev dømt til fratagelse af rang, sit regiment og sin Militär-Maria-Theresia-Orden. Desuden skulle han sidde i fængsel i to år. Han blev løsladt i 1808, og i 1819 da den endelige sejr af de allierede havde overstrålet tidligere katastrofer, blev han efter ønske fra Prins Schwarzenberg genindsat i hæren som løjtnant-marskal og medlem af Militär-Maria-Theresia-Ordenen.